# Bateria da baía de Lucena
A bateria da baía de Lucena foi uma fortificação localizada na baía de Lucena, a norte do Cabedelo, no litoral do estado da Paraíba, no Brasil.

## História
SOUZA (1885) refere que uma fortificação teria existido na enseada de Lucena, e que o Mapa anexo ao Relatório do Ministério da Guerra de 1847 relaciona-a como uma bateria em ruínas, artilhada com uma peça (op. cit., p. 77).
BARRETTO (1958) confunde esta bateria com um forte, erguido em 1538 (1583 cf. SOUZA, 1885:77; na realidade em 1584 cf. AVELLAR, 1976:94) na margem esquerda da foz do rio Paraíba do Norte (três léguas ao Sul da enseada de Lucena cf. SOUZA, 1885:77), pelas forças do Almirante D. Diogo Flores de Valdés (op. cit., p. 124-125) e do Capitão-mor da Capitania da Paraíba, Frutuoso Barbosa, para repressão dos corsários franceses e seus aliados indígenas na região (ver Forte de São Felipe).